# Regatul Vasbouragan
Regatul Vaspourakan (în armeană Վասպուրականի թագավորություն; transliterat și Vasbouragan în armeană occidentală) a fost un regat medieval armean centrat în jurul lacului Van, situat în actuala Turcie orientală și nord-vestul Iranului. Și-a luat numele de la provincia istorică Vaspourakan din Regatul Armeniei. Condus de dinastia Arçrouni, a rivalizat și a colaborat cu Regatul Bagratid al Armeniei timp de puțin peste un secol înainte ca ultimul său rege să cedeze teritoriul Imperiului Bizantin în 1021.

## Istorie

Regatul Vaspourakan se afla la sud-est de ceea ce era Marea Armenie sub Tigran al II-lea.

Regatul Vaspourakan era guvernat de dinastia Arçrouni, o veche familie nobilă armeană. Arçrounii și-au consolidat puterea în regiune în secolul al IX-lea, pe măsură ce dominația arabă scădea. În paralel, dinastia Bagratid și-a consolidat autoritatea asupra Armeniei. În 885, Ashot I al Armeniei a fost recunoscut ca rege al Armeniei. În 908, sub domnia succesorului său Smbat I, Gagik I a fost recunoscut rege al Vaspouraganului de către conducătorul sajid Yusuf ibn Abi'l-Saj și s-a aliat cu el împotriva Regatului Bagratid al Armeniei. După execuția lui Smbat de către Yusuf în 914, Gagik s-a aliat în cele din urmă cu noul rege bagratid Ashot al II-lea pentru a învinge arabii.
Regatul Vaspourakan și-a atins apogeul în jurul anului 929 sub domnia lui Gagik I, care a adoptat titlul de rege al Armeniei. El a întreprins o serie de proiecte arhitecturale, în special pe Insula Akdamar, unde se afla una dintre reședințele sale regale. Această insulă adăpostea și Catolicosul Armeniei când Dvin era sub control musulman, ceea ce i-a permis lui Gagik să influențeze alegerea catolicosilor armeni și să-și consolideze legitimitatea. La apogeu, Vaspouragan se întindea între lacul Van și lacul Urmia (Kaputan), incluzând provinciile istorice Vaspourakan și Mokk. În anumite perioade, în special în anii 910, controla și părți din Ayrarat, Taron și Corduene. Regatul nu avea o capitală fixă; curtea regală se deplasa între Van, Ostan/Vostan (actualul Gevaș) și Aghtamar.

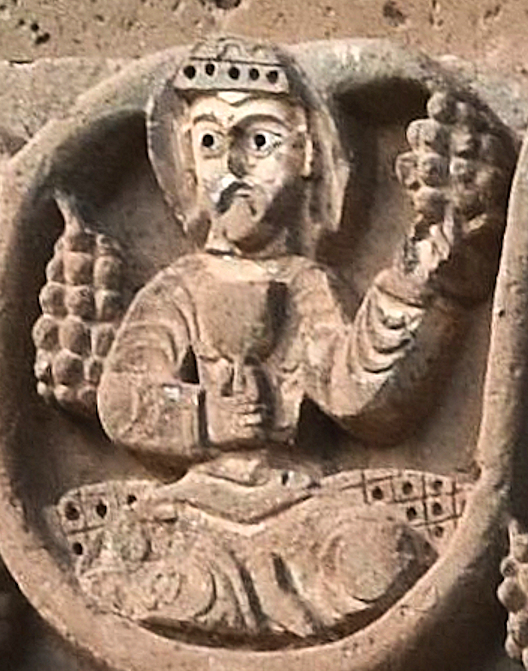
Reprezentare presupusă a lui Gagik I Arçrouni pe fațada Catedralei Sfânta Cruce din Aghtamar (915-921).

Deși Gagik a încercat să rivalizeze cu Abas I de Kars în anii 930, a fost în cele din urmă constrâns să recunoască supremația regatului bagratid. La moartea sa în 943, fiul său Dérénik-Achot de Vaspouragan i-a succedat, dar a murit fără moștenitori în 953. Fratele său Abousahl-Hamazasp de Vaspouragan a moștenit tronul, iar la moartea sa, regatul a fost împărțit între cei trei fii ai săi: Achot-Sahak de Vaspouragan, Gourguen-Khatchik de Vaspouragan și Sénéqérim-Hovhannès de Vaspouragan. Cel mai mare, Ashot, a păstrat titlul regal și suzeranitatea asupra fraților săi. După moartea sa, Gurgen a luat tronul, îndepărtând fiii lui Ashot, iar Senekerim-Hovhannès a devenit rege în același mod în 1003, după moartea lui Gurgen.
Senekerim-Hovhannès a căutat o alianță împotriva expansiunii bizantine, căsătorindu-și fiica cu Bagrat al III-lea al Georgiei. În 1016, regatul a suferit un raid devastator din partea selgiucizilor. În 1021, Senekerim-Hovhannès a cedat regatul Imperiului Bizantin, primind în schimb Sebasteia și teritoriile sale până la Eufrat. Vaspourakan a devenit atunci tema bizantină Vasprakania. În jurul anului 1050, Vasprakania a fost fuzionată cu cea a Taronului, dar regiunea a fost cucerită de selgiucizi în 1054-1056.